# SN 2001io
SN 2001io – supernowa typu Ia odkryta 8 grudnia 2001 roku w galaktyce A004553-2926. W momencie odkrycia miała maksymalną jasność 23,00m.